# Isaiah Shembe

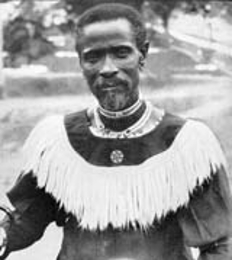
Isaiah Shembe

Isaiah Shembe (* 1867; † 1935; auch: Isaia Shembe) war ein aus dem Missionschristentum hervorgegangener Zulu-Prophet, Heiler und Kirchengründer. Er begann als Laienprediger und baute später eine eigene Kirche auf. Shembe sah sich als wahren und einzigen Nachfolger Jesu und wurde von vielen seiner Anhänger wie ein Gott verehrt. Seine (heiligen) Schriften wurden von Hans-Jürgen Becken und Londa Shembe ins Englische übersetzt und von Irving Hexham herausgegeben.

## Nazareth Baptist Church
Die 1910 von Isaiah Shembe gegründete Kirche Nazareth Baptist Church, auch The Nazarite Church, AmaNazarites oder Shembe Church genannt, ist die älteste afrikanische unabhängige indigene Kirche in Südafrika. Sie wurde in Inanda nördlich des Stadtzentrums von Durban gegründet und hat rund eine Million Mitglieder in KwaZulu-Natal. Obwohl von den protestantischen Missionaren verboten, führte Shembe afrikanische Tänze (umgido) in seine Gottesdienste ein. Die mit den Tänzen verbundenen hymnischen Gesänge werden von großen Trommeln (izibugu) und Naturhörnern (imbungu oder izimbomvu) begleitet.
Seit dem Tod von Bischof Johannes Galilee Shembe im Jahr 1976 wurde sie in zwei Gruppen geteilt. Die größere Gruppe wurde von Bischof Amos Shembe bis zu seinem Tod 1996 angeführt, während Rt. Rev. Londa Shembe die kleinere Gruppe führte.

## Werke
- Irving Hexham, ed., Hans-Jürgen Becken, and the Rt. Rev. Londaukosi iNsiKayakho Shembe, translators, with introductory essay by G.C. Oosthuizen, The Scriptures of the amaNazaretha of Ekuphakameni, Calgary, University of Calgary Press, 1994
- Irving Hexham and G.C. Ooshuizen, eds., translated by Hans-Jürgen Becken, The Story of Isaiah Shembe: History and Traditions Centered on Ekuphakameni and Mount Nhlangakazi, Lewiston, Edwin Mellen Press, 1996
- Irving Hexham and G.C. Ooshuizen, eds., translated by Hans-Jürgen Becken, The Acts of the Nazaretha: Oral Tradition and the Early History of the People of Shembe, Lewiston, Edwin Mellen Press, 1999
- Irving Hexham and G.C. Ooshuizen, eds., translated by Hans-Jürgen Becken, The Sun and the Moon: Oral Testimony and the Sacred History of the Ama-Nazarites Under the Leadership of Johannes Galilee Shembe and Amos Shembe, Lewiston, Edwin Mellen Press, in press.